# Adansonia kilima
Adansonia kilima är en malvaväxtart som beskrevs av Pettigrew, K.L.Bell, Bhagw., Grinan, Jillani, Jean Mey., Wabuyele och C.E.Vickers. Adansonia kilima ingår i släktet Adansonia och familjen malvaväxter. Senare studier har visat att A. kilima ej kan skiljas från A. digitata.